# Willibald von Langermann und Erlencamp
Willibald Robert Moritz Rudolf Freiherr von Langermann und Erlencamp (29 de marzo de 1890 Karlsruhe-3 de octubre de 1942 en el Frente Oriental) fue un general alemán de la infantería motorizada durante la Segunda Guerra Mundial, que participó en diversos frentes. Falleció en combate en el Frente Oriental contra el Ejército Rojo.

## Biografía
Willibald Freiherr von Langermann und Erlencamp nació el 29 de marzo de 1890 en Karlsruhe, actualmente perteneciente al estado federado de Baden-Wurtemberg, cerca de la frontera francesa.
En 1908 dio comienzo a su carrera militar, que se inició como aspirante en el Ejército.
En el año 1910 fue destinado como teniente a una unidad de los dragones, con la que participaría en la Primera Guerra Mundial.
En 1918, acabada la guerra, decidió seguir en la Reichswehr (el ejército de la República de Weimar), prosiguiendo en la Caballería.
El 1 de abril de 1936 fue ascendido a Coronel (Oberst), y se le confió el mando de la 410.ª División de Infantería.
En septiembre de 1939, a principios de la Segunda Guerra Mundial, se encontraba al mando de la 29.ª División de Infantería alemana.
El 15 de agosto de 1940 fue condecorado con la Cruz de Caballero de la Cruz de Hierro.
El 8 de septiembre de 1940 asumió el mando de la 4.ª División Panzer. Al mando de dicha unidad participó en octubre del mismo año en la Operación Marita, la invasión de Grecia por la Wehrmacht.
El 8 de enero de 1942 tomó el mando del XXIV Cuerpo de Ejército Panzer, y el 15 de enero de 1942 fue ascendido a Teniente General (Generalleutnant).
El 17 de febrero de 1942 recibió las Hojas de Roble para su Cruz de Caballero, y el 1 de junio de 1942 es promovido a General de Tropas Panzer (General der Panzertruppe). 
Cayó muerto en combate en el Frente Oriental, luchando contra el Ejército Rojo el 3 de octubre de 1942, cerca de Storoshewoje.